# Ireneusz (patriarcha Serbii)
Ireneusz (srb. Иринеj – Irinej), imię świeckie Miroslav Gavrilović (srb. Мирослав Гавриловић) (ur. 27 sierpnia 1930 we wsi Vidova, zm. 20 listopada 2020 w Belgradzie) – serbski duchowny, 45. zwierzchnik Serbskiego Kościoła Prawosławnego, noszący tytuł arcybiskupa Peci, metropolity belgradzko-karłowickiego i patriarchy Serbii.

## Życiorys
Urodził się w wiejskiej rodzinie Zdravki i Milijana Gavriloviciow. W rodzinnej wsi ukończył szkołę podstawową, następnie kształcił się w gimnazjum w Čačaku i w seminarium duchownym w Prizrenie. Po ukończeniu seminarium studiował na wydziale teologicznym Uniwersytetu Belgradzkiego. W 1959 wstąpił do klasztoru Rakovica i tam został postrzyżony na mnicha przez patriarchę serbskiego Germana, przyjmując imię zakonne Ireneusz. W tym samym roku został wyświęcony na hierodiakona. Święcenia kapłańskie przyjął 27 października 1959 r. w cerkwi Ružica w Belgradzie. Kontynuował studia teologiczne na uniwersytecie ateńskim, zaś w 1969 został dyrektorem szkoły przy monasterze Ostrog, skąd został przeniesiony na stanowisko rektora seminarium prizreńskiego, które sprawował w latach 1971–1974.
W maju 1974 otrzymał godność biskupa morawickiego, wikariusza patriarchy Serbii. Rok później został ordynariuszem eparchii niskiej.
22 stycznia 2010 wybrany patriarchą Serbii przez Sobór Biskupów Serbskiego Kościoła Prawosławnego. Zgodnie z regulaminem wyborów jego imię zostało wylosowane spośród trzech imion kandydatów wskazanych przez ogół biskupów; pozostałymi byli metropolita czarnogórski i przymorski Amfilochiusz oraz biskup backi Ireneusz. Dzień później został intronizowany na urząd.
W czerwcu 2016 r. przewodniczył delegacji Patriarchatu Serbskiego na Sobór Wszechprawosławny na Krecie.
1 listopada 2020 przewodniczył pogrzebowi zmarłego na COVID-19 metropolity Czarnogóry – Amfilochiusza, który to pogrzeb odbył się przy otwartej trumnie i z masowym udziałem wiernych mimo przyczyny zgonu metropolity. Trzy dni po uroczystościach patriarcha trafił do szpitala z potwierdzonym zakażeniem koronawirusem, po czym 20 listopada 2020 zmarł wskutek COVID-19.
Ireneusz został pochowany w krypcie patriarchów w soborze św. Sawy w Belgradzie.

## Odznaczenia
- Order Księcia Jarosława Mądrego I klasy – Ukraina (2013)[8]